# Шернъельм, Георг
Георг Шернъельм (швед. Georg Stiernhielm; 7 августа 1598 — 22 апреля 1672) — шведский поэт, известный как «отец шведской поэзии».

## Жизнь и творчество
Георг Шернъельм происходил из семьи шахтеров Даларне и по рождению носил имя Йоран Улофсон (швед. Göran Olofsson), позже использовал псевдоним «Лилия» (швед. Lilia). Учился в Уппсальском университете, а также в Грайфсвальдском университете в Германии. Несмотря на простонародное происхождение, он сделал успешную карьеру служащего, в частности, занимал должность судьи в Тарту и возглавлял Шведский королевский архив. Кроме того, научными трудами сделал себе имя как языковед и математик. В 1631 году получил аристократический титул и принял имя Георг Шернъельм (Georg Stiernhielm).
Шернъельма называют «отцом шведской поэзии». Он первый начал слагать стихи на шведском языке, используя античные стихотворные размеры, в частности гекзаметр. Вместо оппозиции долгих и кратких слогов, как было принято в латинской поэзии, он решил использовать ударные и безударные слоги. Шернъельм стремился к «чистоте» шведского языка, избегая иностранных заимствований.
Важнейшее сочинение Шернъельма — поэма «Геркулес», история о Геркулесе на распутье, который стоит перед выбором между удовольствием и добродетелью. Поэма написана гекзаметром, следуя античным образцам, полна изысканных барочных образов и мощной риторики. Кроме того, Шернъельм написал немало других стихов. Особенно интересны его «балеты», то есть рифмованные толкования балетов, которые ставились при дворе.
Шернъельм основал в шведской поэзии традицию гекзаметра, к которой присоединилось немало поэтов, последним из которых был Август Стриндберг, который в стихотворении «Trefaldighetsnatten» (1905), упоминает Шернъельма как зачинателя поэтического искусства в Швеции.
В России поэт получил известность как «шведский Ломоносов».